# Elisabeth Mentzel
Elisabeth Mentzel geborene Schippel (* 11. März 1847 in Marburg; † 18. Februar 1914 in Frankfurt am Main) war eine deutsche Krankenpflegerin und Schriftstellerin.

## Leben
Ihr Vater war der Glasermeister Heinrich Georg Gottfried Schippel. Während des Deutsch-Französischen Krieges 1870–1871 arbeitete sie als Pflegerin von Verwundeten. Von 1872 bis 1878 war sie Lehrerin in Frankfurt am Main. Mit ihrer Verheiratung beendete sie diese Tätigkeit. Sie betrieb Forschungen zur deutschen Literatur der Klassik und zur Geschichte des Frankfurter Theaters und schrieb Gedichte, Erzählungen und Romane.

## Werke
- Lieder der Zeit. Elwert, Marburg 1872.
- Die drei Gaben. Romantisches Gedicht in neun Gesängen. Ehrhardt, Marburg 1879.
- Lessing und die Neuberin. Charakterbild in einem Aufzuge. Selbstverlag 1881. (Digitalisat)
- Geschichte der Schauspielkunst in Frankfurt am Main von ihren ersten Anfängen bis zur Eröffnung des städtischen Komödienhauses. Völcker, Frankfurt am Main 1882. (Digitalisat)
- Feldnelken. Hessische Dorfgeschichten. (Der braune Tob; Die Tochter des Bündeljuden; Die Muntermaid.) Sauerländer, Frankfurt am Main 1885. (Digitalisat)
- Die Maikönigin. Erzählung aus dem 15. Jahrhundert. Jügel, Frankfurt am Main 1888.
- Feldspat. 3 Erzählungen aus Hessen. Liebeskind, Leipzig 1890.
- Der Räuber. Volksstück. Reitz & Koehler, Frankfurt am Main 1893.
- Wickers Henner am Scheidewege. Erzählung aus dem Marburger Bürgerleben. Ehrhardt, Marburg 1894.
- Der Waldhannes. Roman. 1895.[1]
- Alte Hausmittel. Charakterbild in einem Aufzuge. Zum ersten Mal aufgeführt auf dem Frauentage zu Frankfurt am Main im Oktober 1895. Voigt & Gleiber, Frankfurt am Main 1895.
- Marburg. Mit 28 Abbildungen. Elwert, Marburg 1896.
- Frankfurter Novellen. Rütten & Löning, Frankfurt am Main 1897.
- Der Frankfurter Goethe. Rütten & Löning, Frankfurt am Main 1899. (Digitalisat)
- Das Puppenspiel von Erzzauberer Doktor Johann Faust. Tragödie in 4 Akten und 8 Bildern. Nach alten Mustern bearbeitet und mit einem Vor-, Zwischen- und Nachspiel, sowie einer Einleitung versehen. Rütten & Löning, Frankfurt am Main 1900. (Digitalisat)
- Das alte Frankfurter Schauspielhaus und seine Vorgeschichte. Rütten & Löning, Frankfurt am Main 1902. (Digitalisat)
- Fränkische Erde. Roman. Schulz, Frankfurt am Main 1905.
- Karoline von Hessen-Darmstadt, die grosse Landgräfin. Ihr Aufenthalt in Prenzlau 1750 bis 1756. Müller & Rühle, Darmstadt 1906. (Digitalisat)
- Das Urteil Salomonis. Schauspiel. 1906.[2]
- Briefe der Frau Jeanette Strauss-Wohl an Börne. Herausgegeben und eingeleitet von Elisabeth Mentzel. Fontane, Berlin 1907. (Digitalisat)
- Frau Rat Goethe. Ein Lebensbild. Neuer Frankfurter Verlag 1908. (Digitalisat)
- Wolfgang und Cornelia Goethes Lehrer. Ein Beitrag zu Goethes Entwicklungsgeschichte. Nach archivalischen Quellen. Voigtländer, Leipzig 1909.
- Kinder der Sünde. Drama. Fischer, Berlin Friedenau 1911.